# Мельников, Александр Маркович
Александр Маркович Мельников (род. 1 февраля 1973, Москва) — российский пианист, заслуженный артист Российской Федерации (1999).

## Биография
Александр Мельников, внук композиторов Зары Александровны Левиной и Николая Карповича Чемберджи. Отец — Марк Самуилович Мельников (род. 1942), математик, с 1989 года профессор Автономного университета Барселоны; мать — Валентина Николаевна Чемберджи, филолог, переводчик, писатель.
Начал заниматься на фортепиано в шесть лет, в семь лет дебютировал с концертом Баха в Большом зале Минской филармонии. Окончил с отличием Центральную музыкальную школу при Московской Государственной консерватории (1980—1991) и Московскую государственную консерваторию в 1997 году по классу фортепиано у профессора Л. Н. Наумова. Стажировался в Мюнхенской Высшей школе музыки у профессора Элисо Вирсаладзе и в Международном фортепианном фонде (Озеро Комо, Италия) у К. Шнабеля и А. Штайера. В его формировании с ранних лет важную роль играло общение со Святославом Рихтером, который приглашал его участвовать в своих фестивалях в Москве («Декабрьские вечера»), Тарусе и в Туре (Франция).
В 1989 и 1991 годах Мельников стал лауреатом Международных музыкальных конкурсов имени Роберта Шумана в Цвиккау (1989) и Королевы Елизаветы в Брюсселе (1991).
В игре на исторических инструментах наибольшее влияние оказали на него Андреас Штайер и Алексей Любимов, в ансамбле с которыми он выступает, а также с лучшими европейскими ансамблями старинной музыки.
Мельников сотрудничает с оркестрами: Концертгебау в Амстердаме, Гевандхаус в Лейпциге, Филадельфийским симфоническим, Роттердамским филармоническим, БиБиСи симфоническим, NHK Симфони, РНО, Mahler chamber, Musica Aeterna; с дирижёрами Юрием Темиркановым, Михаилом Плетнёвым, Теодором Куррентзисом, Шарлем Дютуа, Пааво Ярви, Юрием Башметом, Владимиром Юровским, Пабло Эрас Касадо. В сезоне 2013—2014 участвовал в BBC Proms с Варшавским филармоническим оркестром под управлением Антони Вита. (фортепианный концерт Шостаковича номер 2). В 2019 — BBC Proms performance c Шотландским симфоническим оркестром под управлением Томаса Даусгаарда (Фортепианный концерт Шумана).
С 2013 года по 2019 год Мельников являлся артистом-резидентом в Музикгебау в Амстердаме и в оркестре Тапиола синфониэтта в Финляндии. В 2016 году резидент в Брюсселе. В сезоне 2017—2018 годах резидент в Вигмор Холл в Лондоне.
Большое место в творческой деятельности Мельникова занимает камерная музыка, начало которому послужило содружество с Вадимом Репиным. Постоянными партнёрами Мельникова стали Изабель Фауст, Жан Гиен Кейрас, Александр Рудин, Стефан Изерлис, Тёнис Ван дер Цварт, Иерусалимский квартет, квартет Салагон, квартет Казальс.
Сложившееся партнёрство с Изабель Фауст вылилось в создание многочисленных записей на фирме Гармония Мунди. Запись всех Сонат Бетховена для фортепиано и скрипки получила среди прочих восьми премию Граммофон и Эхо Классик (Германия). Диск был номинирован на премию Грэмми. Запись Мельникова всех 24 прелюдий и фуг Шостаковича была награждена премией журнала БиБиСи Мьюзик Магазин, Шок Классика (Франция) и годовым Призом немецкой критики «Шальплаттен». В 2011 году БиБиСи Мьюзик Магазин включил этот диск в «50 величайших записей всех времён». Исполнение и последовавшая запись на диски двух фортепианных концертов Д. Д. Шостаковича с Малеровским Камерным Оркестром под управлением Теодора Куррентзиса вызвала горячий приём критики и публики.
В 2014−2015 году в ансамбле с Жаном Гиеном Керас осуществил запись всех сочинений Бетховена для виолончели и фортепиано, выпустил диск с сонатами Хиндемита для фортепиано, скрипки, виолончели, валторны, тромбона и трубы. В 2015 году завершилась работа над проектом из произведений Шумана — три концерта для фортепиано, скрипки и виолончели в сопровождении Фрайбург Барокко оркестра под управлением Pablo Heras Casado и три трио, исполненных во многих городах Европы и записанных на фирме «Harmonia Mundi». Диск с фортепианным концертом Шумана включён газетой Нью Йорк Таймс в список «Лучшие записи 2015 года».
Среди дисков, выпущенных в конце 2016 года, критикой высоко оценен диск с записями 2-й, 6-й и 8-й фортепианных сонат Сергея Прокофьева. В 2019 году выпущен второй диск с сонатами номер 4, 7, 9. В 2021 выходит третий диск, завершающий цикл 'Все Фортепианные сонаты Прокофьева", последняя запись: первый фортепианный концерт Брамса.
Диск Мельникова «Четыре фортепиано. Четыре произведения» («Many pianos») вызвал большой интерес критики и публики. В буклете, сопровождающем диск, Мельников объясняет свою идею: исполнить четыре виртуозных фортепианных произведения на четырёх инструментах соответствующих времени их создания.
Записи фирмы Harmonia mundi 2018 и 2019 гг.: 2 CD, посвященные творчеству Дебюсси к 100-летию со дня смерти, удостоенные премий; СD из произведений Шуберта в четыре руки с Андреасом Штайером, CD c Сонатами Моцарта для скрипки и фортепиано с Изабель Фауст.
Мельников записал также сочинения Дворжака, Скрябина, Шуберта, Брамса, Рахманинова, Шумана, Хиндемита, Прокофьева (выпущены вторые издания этих дисков в серии Gold Disc).
Увлечение всей жизни Мельникова — авиация, он получил права пилота гражданской авиации.
Владеет русским, английским, немецким, испанским и французским языками.

## Награды и премии
- Лауреат Международного конкурса имени Роберта Шумана в Цвиккау (1989)
- Лауреат Международного конкурса Королевы Елизаветы в Брюсселе (1991)
- Лауреат Международного конкурса ЮНЕСКО в Братиславе (1991)
- Лауреат Международной музыкальной организации «Ювентус» (Франция)(1993)
- Звание «Заслуженный артист Российской Федерации» (1999)[1]
- «Артист нового поколения» (2000—2002) (Би-Би-Си, Великобритания)
- Лауреат молодёжной премии «Триумф» (2001)
- Лауреат премии «Триумф» (2008)
- Солист Московской государственной филармонии (1992), 
Заслуженный артист России (1999)[2][3].

### Премии, за записи на фирме «Harmonia Mundi»:[4]
- Classics today (2005, 2008, 2009, 2013)
- Gramophone editor choice (2006, 2013, 2018 Великобритания)
- Diapason d’Or (2007, 2013, 2015, 2018, Франция)
- Gramophone critics choice (2009, 2018 Великобритания)
- BBC music choice (2010, 2018 Великобритания)
- Choix France musique (2010, 2014, 2015 три раза, 2016, 2017, 2018, Франция)
- Gramophone Awards winner (2010, Великобритания)
- Echo Klassik (2010, Германия)
- Preis der deutschen Schallplatten Kritik (2010, 2013, 2014, 2015, 2018, 2019 Германия)
- Choc de classica de l’annee (2010, 2014, 2014, 2015, 2016 Франция)
- Grammy nominated (2010, США)
- Scherzo (2008, 2011, 2012, 2016)
- Fonoforum (2010, 2012, 2015)
- ffff Telerama (2012, 2015, 2016)
- BBC Music Magazine Awards (2011, 2019 Великобритания)